# Денисов, Михаил Фёдорович
Михаи́л Фёдорович Дени́сов (15 [28] февраля 1902, село Грузино, Новгородская губерния — 22 июня 1973, Москва) — советский государственный деятель, народный комиссар химической промышленности СССР (1939—1942). Инженер-полковник.

## Биография
Родился 15 (28) февраля 1902 года в селе Грузино Новгородской губернии (ныне — Чудовский район, Новгородская область, Россия) в семье рабочего.
В 1926 году был принят в ВКП(б).
В 1932 году окончил Военно-техническую академию РККА в Ленинграде, после окончания которой до 1938 года работал преподавателем, а затем начальником лаборатории Военно-химической академии в Москве.
С 1938 по 1939 годы работал заместителем наркома тяжелой промышленности СССР, а с 24 января 1939 по 26 февраля 1942 года — народный комиссар химической промышленности СССР. В феврале 1941 года на 18-й партконференции Михаил Денисов был предупрежден о возможном выводе из ЦК ВКП(б) и снятии с работы.
В феврале 1942 года был понижен до должности заместителя наркома химической промышленности СССР, в которой проработал до июля того же года.
С 1942 по 1945 годы работал директором завода № 151 наркомата резиновой промышленности, находившемся в городе Ярославле.
С 1945 по 1948 годы находился на должности начальника Главного управления горно-химической промышленности наркомата (с марта 1946 года министерства) химической промышленности СССР, а с 1948 по 1952 годы — на должности начальник Главного управления химико-фармацевтической промышленности Министерства здравоохранения СССР.
В 1952 — 1956 годах — директор Государственного научно-исследовательского института и экспериментального завода № 93 министерства химической промышленности СССР.
Кандидат в члены ЦК ВКП(б) с 1939 по 1952 годы.
С 1956 года — персональный пенсионер союзного значения.
Умер 22 июня 1973 года в Москве.

## Награды
- Два ордена Ленина;
- Орден Красного Знамени;
- Два ордена Красной Звезды.